# Dai Nippon Printing
Dai-Nippon Insatsu KK ( japonès: 大日本印刷株式会社, Dai-Nippon Insatsu Kabushiki kaisha, alemany "Greater Japan Printing", anglès. Dai Nippon Printing Co., Ltd., curt: DNP ) és una empresa japonesa amb seu a Shinjuku, Tòquio . És una de les empreses d'impressió més grans del món.

## Visió general
DNP és un fabricant de productes d'impressió (diaris, revistes, llibres, envasos, pel·lícules, targetes SIM i xip). DNP us ofereix. a. però també màscares d'ombra i màscares fotogràfiques per a la indústria electrònica. La gamma es completa amb materials de superfície per a ús interior i exterior, que s'utilitzen especialment en les indústries de la construcció i el mobiliari, així com la indústria de l'automòbil.
L'empresa va ser fundada el 9 d'octubre de 1876 amb el nom de Shueisha. El president de la companyia és Yoshitoshi Kitajima. L'empresa dóna feina a unes 39.200 persones. L'any 1970 es va obrir una empresa a Düsseldorf.

## Impressores
Les seves impressores de sublimació de color DS40, DS620A, DS820A i DS-RX1HS s'utilitzen àmpliament a la indústria de la fotografia. El 2020 va llançar la seva impressora QW410, que es coneix com la impressora de sublimació de color més petita del mercat. DNP IAM també fabrica els suports necessaris per imprimir mitjançant la tecnologia de sublimació.
DNP IAM va dissenyar un sistema de quiosc Snap Lab SL620A per als minoristes i fabrica una 

## Crítica
El 2011, la revista en línia japonesa "myNewsJapan.com" va publicar una llista d'empreses japoneses els empleats de les quals treballen una quantitat inusualment elevada d'hores extraordinàries. Dai-Nippon Insatsu va ocupar el primer lloc amb una mitjana de 1920 hores extraordinàries a l'any.